# Brion James
Brion Howard James (Redlands, 20 de Fevereiro de 1945 - Malibu, 7 de Agosto de 1999) foi um ator norte-americano.

## Carreira
Um dos atores americanos mais versáteis, pois sempre atuava nos mais diferentes papeis e nos mais diferentes gêneros, desde terror, comédia, ficção científica e drama. Lutou na Guerra do Vietnã ao lado de outro ator que viria a ser seu grande amigo, Tim Thomerson.
Entre seus principais papeis/filmes estão o replicante Leon Kowalski no filme  Blade Runner, além de O Quinto Elemento, Red Scorpion, Silverado, Tango e Cash, Inferno Vermelho, 48 Horas
Morreu em agosto de 1999, de um ataque cardíaco fulminante.

## Filmografia Parcial

### Cinema
- Blazing Saddles (1974)
- Corvette Summer (1976)
- Bound for Glory (1976)
- Nickelodeon (1976)
- Treasure of Matecumbe (1976)
- Harry and Walter Go to New York (1976)
- Blue Sunshine (1976)
- Kiss Meets the Phantom of the Park (1978)
- The Jazz Singer (1980)
- Wholly Moses! (1980)
- Southern Comfort (1981)
- The Postman Always Rings Twice (1981)
- 48 Hrs. (1982)
- Blade Runner (1982)
- A Breed Apart (1984)
- Flesh & Blood (1985)
- Enemy Mine (1985)
- Crimewave (1985)
- Armed and Dangerous (1986)
- Steel Dawn (1987)
- Cherry 2000 (1987)
- Red Heat (1988)
- Tango & Cash (1989)
- Red Scorpion (1989)
- The Horror Show (1989)
- Another 48 Hrs. (1990)
- Circles in a Forest (1990)
- The Player (1992)
- Nemesis (1992)
- Wishman (1992)
- "Showdown" (1993)
- Striking Distance (1993)
- Hong Kong 97 (1994)
- Cabin Boy (1994)
- Steel Frontier (1995)
- Assault on Dome 4 (1997)
- The Fifth Element (1997)
- Heist (1998)

### Televisão
- The Waltons (1974)
- Gunsmoke (1975)
- Roots (1977)
- Mork & Mindy (1978)
- The Incredible Hulk (1978)
- Chico and the Man (1978)
- B. J. and the Bear (1979)
- The Jeffersons (1980)
- Galactica 1980 (1980)
- CHiPs (1981)
- Benson (1981)
- Quincy, M.E. (1982)
- Little House on the Prairie (1982)
- The A-Team (1983, 2ª temporada, episódio 7, "The Taxicab Wars")
- The Dukes of Hazzard (1984)
- Amazing Stories (1985)
- The Fall Guy (1985)
- Dynasty (1986)
- Matlock (1987)
- The Hitchhiker (1987)
- Miami Vice (1988)
- Sledge Hammer! (1988)
- Hunter (1991)
- Renegade (1993)
- Silk Stalkings (1994)
- Highlander: The Series (1994)
- Superman: The Animated Series (1996)
- Walker, Texas Ranger (1997)
- Millennium (1998)